# Brian Fowler
Brian Andrew Fowler (Christchurch, 13 settembre 1962) è un ex ciclista su strada neozelandese che ha corso a livello semiprofessionistico tra il 1982 e il 2005.

## Carriera
Tra il 1985 e il 2005 ha raccolto più di 20 vittorie. Inoltre ha vinto otto volte - consecutivamente tra il 1985 e il 1990 - il Tour of Southland (record) e tra il 1989 ed il 1992 per quattro anni consecutivi ha vinto il Tour of Wellington.

## Palmarès
- 1985

Classifica generale Tour of Southland
- 1986

Classifica generale Tour of Southland
Manx International
- 1987

Classifica generale Tour of Southland
- 1988

Campionati neozelandesi, Prova in linea
Classifica generale Tour of Southland
- 1989

Campionati neozelandesi, Prova in linea
Classifica generale Tour of Wellington
Classifica generale Tour of Southland
- 1990

Classifica generale Tour of Southland
Classifica generale Tour of Wellington
Classifica generale Tour of the North
- 1991

Classifica generale Tour of Wellington
Classifica generale Hessen-Rundfahrt
- 1992

Classifica generale Tour of Southland
Classifica generale Tour of Wellington
- 1994

1ª tappa Colonial Classic
5ª tappa Sachsen-Tour International
Classifica generale Sachsen-Tour International
- 1995

Classifica generale Tour of Southland
- 2002

3ª tappa Tour of Southland (Invercargill > Tuatapere)

### Altri successi
- 2005

La Race